# Spiegel
Ein Spiegel (von lateinisch speculum „Spiegel, Abbild, Spekulum“, zu lateinisch specere „sehen“) ist eine reflektierende Fläche – glatt genug, dass reflektiertes Licht nach dem Reflexionsgesetz seine Parallelität behält und somit ein Abbild entstehen kann. Die Rauheit der Spiegelfläche muss dafür kleiner sein als etwa die halbe Wellenlänge des Lichts. Eine rauere weiße Fläche remittiert ebenfalls alles Licht, jedoch wird dieses hierbei ungeordnet in alle Richtungen gestreut.
Auch nicht sichtbare elektromagnetische Wellen und Schallwellen können an geeigneten Flächen gespiegelt werden („Reflexion“).
Die Transparenz und Absorption (halbtransparent, nicht-transparent, wellenlängenabhängige Transparenz oder Absorption) des Spiegels hat Einfluss auf Helligkeit und Farbe des Spiegelbildes. Ferner wird niemals die gesamte Energie gespiegelt, es gibt immer einen Verlust – der Reflexionsgrad ist immer kleiner als 100 %.

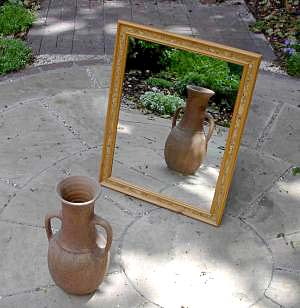
Vase und Spiegelbild einer Vase

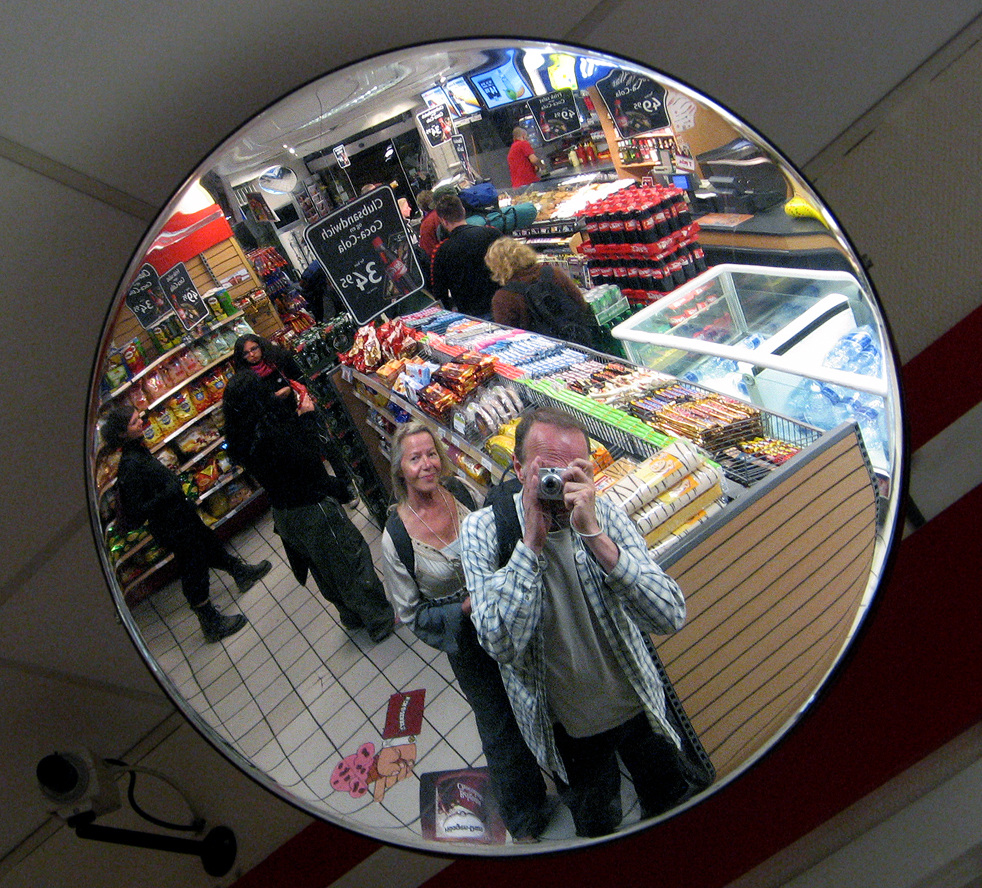
Spiegelbild

## Eigenschaften des Spiegelbildes
Planspiegel (ebene Spiegel) liefern ein gleich großes virtuelles Spiegelbild. Der Gegenstand und das Spiegelbild haben den gleichen Abstand von der Spiegelebene.
Das Spiegelbild in einem ebenen Spiegel gibt ein wahrheitsgetreues, unverzerrtes Abbild sowohl von Längen als auch von Winkeln. Der Spiegel vertauscht allerdings die ihm zugewandte mit der ihm abgewandten Seite. Dadurch wechselt die ‚Händigkeit‘. Wenn sich der Beobachter in die Lage seines Spiegelbildes versetzen möchte, so erscheint es ihm, als ob rechts und links vertauscht wären – alles erscheint im Wortsinne spiegelbildlich. Es liegt also nahe, die falsche Händigkeit als eine Vertauschung von rechts und links zu interpretieren, was dann zum scheinbaren Widerspruch (Spiegelparadoxon) führt, dass im Gegensatz dazu oben und unten nicht vertauscht wird. Um in diesem Bild zu bleiben, kann man formulieren, dass der Spiegel nicht links und rechts, sondern vorn und hinten vertauscht.
Fällt der Blick über zwei Spiegel auf das Objekt, erscheint es wieder mit richtiger Händigkeit. Dieses Phänomen machen sich Periskope und Spiegelreflexkameras zunutze.
Mittels Spiegeln kann man nur durch Verwendung von einer geraden Anzahl Spiegeln im Lichtweg sich selbst so betrachten, wie man von anderen gesehen wird. Tripelspiegel liefern seitenverkehrte, auf dem Kopf stehende Bilder.
Wenn die Spiegelfläche nicht eben ist, ist das Spiegelbild verzeichnet. Bei konvexen Spiegeln (gewölbt wie eine Kugeloberfläche) erscheint das (virtuelle) Spiegelbild immer verkleinert. Hingegen kann durch Hohlspiegel ein vergrößertes (reelles) Spiegelbild erzielt werden. Das Abbild entsteht in der entfernungs- und krümmungsabhängigen Fokusebene. Mit welligen Spiegeln können Zerrbilder erzeugt werden, wie man sie in Kuriositäten- oder Lachkabinetten findet.

## Formen und Verwendung

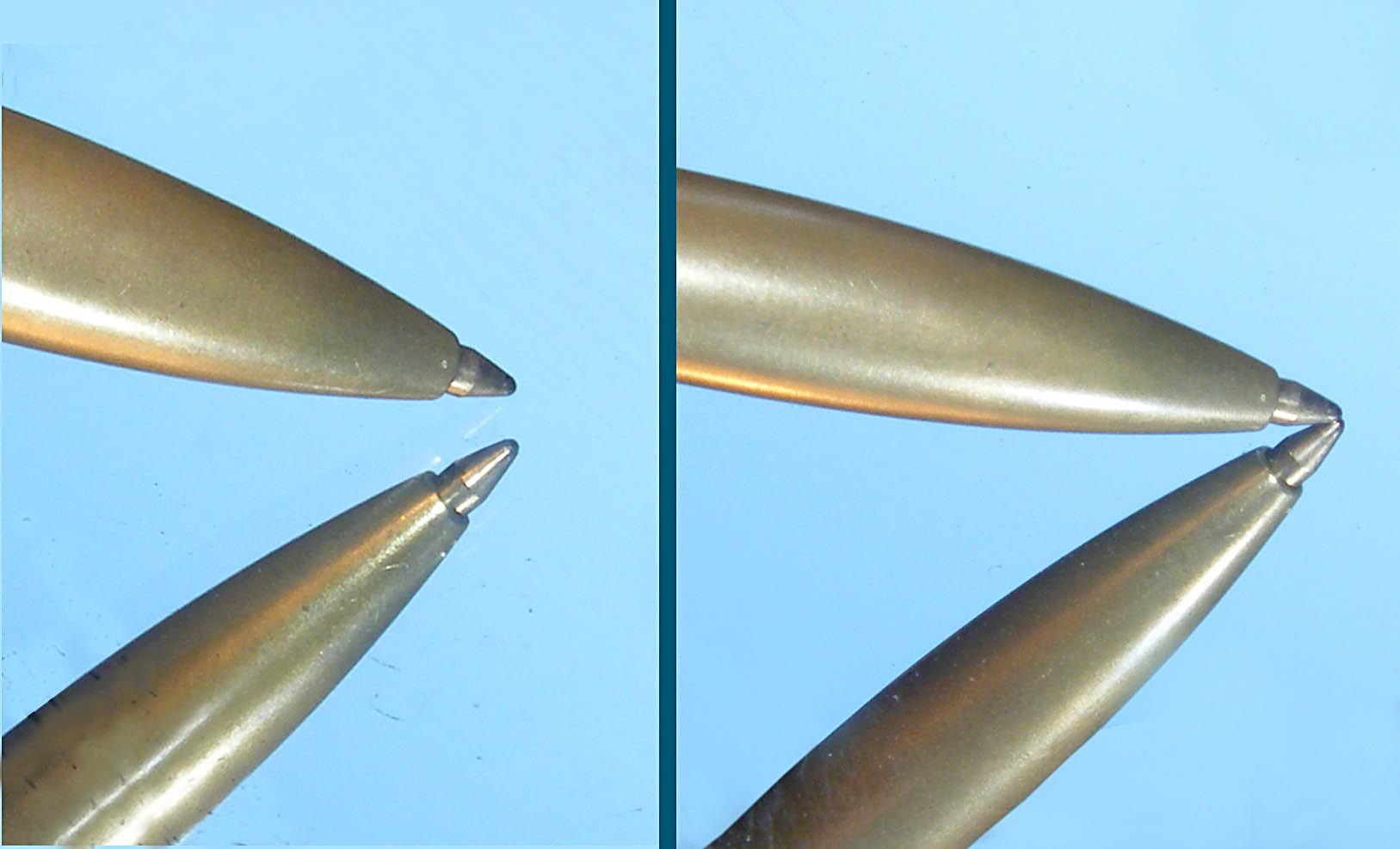
Vergleich zwischen Alltagsspiegel (links) und optischem Spiegel durch Aufsetzen einer Kugelschreiberspitze

Porroprismensystem in isometrischer Darstellung

Spiegel können nach ihrem Aufbau unterteilt werden. Zum einen gibt es Spiegel für alltägliche Zwecke, bei denen ein durchsichtiges Trägermaterial von hinten beschichtet wird. Heute ist eine mit Aluminium beschichtete Glasplatte am häufigsten zu finden, aber auch Silber mit einer Schutzschicht gegen Oxidation aus Kupfer wird eingesetzt. Die Metallschichten werden zusätzlich mit Lacken versiegelt. Früher verwendete man Quecksilber und Zinn. Ein Schutzlack war hier nicht notwendig, weil das Amalgam chemisch sehr stabil ist.
Die Reinigung der Sichtseite von Staub, Wasserrändern und anderen Verschmutzungen, z. B. durch Berühren mit Fingern, ist gelegentlich erforderlich, jedoch verhältnismäßig unkritisch.
Im Gegensatz dazu ist der optische Spiegel ein Oberflächenspiegel: Die spiegelnde Fläche ist vorne auf einem Trägermaterial aufgebracht. Das hat den Vorteil, dass die Grenzflächen der Glasschicht, welche zweifach vom Strahl durchquert werden, entfallen und somit nicht in der Lage sind, Schatten- und Mehrfachbilder zu bewirken. Nachteilig ist die Anfälligkeit der offenen Oberfläche für Korrosion und ihre mechanische Empfindlichkeit bezüglich Zerkratzen, insbesondere zur Reinigung. Zur Beschichtung wird heutzutage typischerweise Aluminium aufgedampft, das wesentlich weniger korrodiert als Silber und außerdem einen vergleichsweise flachen Spektralverlauf des Reflexionsvermögens auf hohem Niveau aufweist. Teilweise wird als Korrosionsschutz noch eine Siliciumdioxidschicht aufgedampft.
Ein weiterer Vorteil von Oberflächenspiegeln ist, dass das Trägermaterial nicht transparent sein muss, so dass eine größere Palette von Trägermaterialien verwendet werden kann. Dadurch können weitere Eigenschaften, wie z. B. Bruchsicherheit oder Abführung von Verlustenergie, optimiert werden.
Des Weiteren können Oberflächenspiegel auch aus dem vollen spiegelnden Material hergestellt werden. Hier wird nur die Oberfläche auf Spiegelglanz poliert, ohne eine weitere Beschichtung.
Eine andere Variante von optischen Spiegeln wird durch Prismenspiegel und Strahlteiler realisiert, bei denen das Licht durch eine plane Glasfläche in den eher großvolumigen Glaskörper fällt und dann an einer schräg zum Strahlverlauf orientierten Fläche in eine andere Richtung teilweise oder vollständig abgelenkt wird, um nach etwas Weg wieder aus dem Glaskörper auszutreten. Dabei wird evtl. die Totalreflexion genutzt, wodurch ein solcher Spiegel keine reflektierende Schicht benötigt, sondern das Grenzschichtverhalten des Materials nutzt, in dem sich das Licht bewegt. Auf der anderen Seite der Grenzschicht ist typischerweise Luft. Bei diesem Konzept kann z. B. Kondensation, also Feuchtigkeit auf der Grenzfläche, die Funktion vorübergehend beeinträchtigen. Die Ein- und Austrittsflächen dagegen sind nur bedingt kritisch.

### Planspiegel
Die bekanntesten Spiegel sind die Garderoben- und Badezimmerspiegel im Haushalt. Für sie wird meistens Floatglas verwendet, weil es besonders planparallel ist. Optische Planspiegel dienen in Versuchsaufbauten und/oder optischen Bänken der Umleitung von Strahlengängen in andere Richtungen.
Planspiegel erzeugen von einem Objekt kein reelles Bild wie beispielsweise eine Sammellinse. Der Spiegel zeigt einen vor dem Spiegel stehenden Gegenstand so, als wenn er im gleichen Abstand hinter dem Spiegel stünde. Dadurch ist der Gegenstand für den Betrachter scheinbar weiter entfernt, so dass er wegen der Perspektive kleiner erscheint. Die eigentliche Abbildung erledigt hierbei aber nicht der Spiegel, sondern die Augenlinse des Betrachters, der Spiegel kehrt lediglich die Lichtstrahlverläufe um.

### Konvexe Spiegel

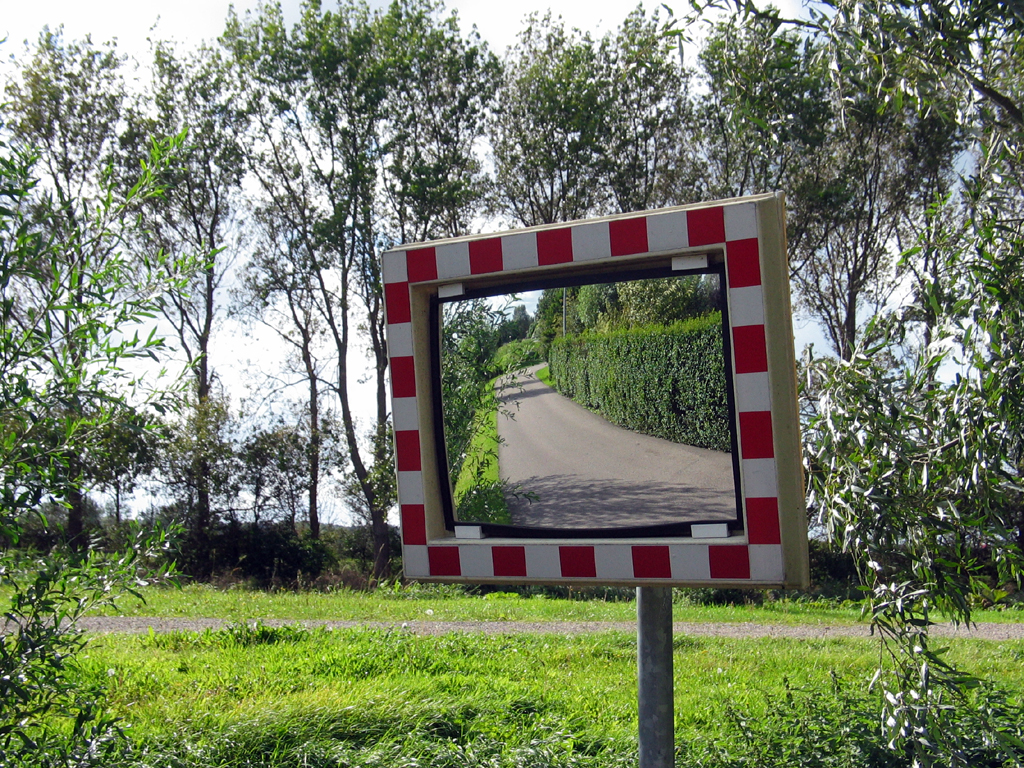
Konvexer Verkehrsspiegel

Konvexspiegel stehen als Verkehrsspiegel im Straßenverkehr an unübersichtlichen Kreuzungen und Ausfahrten. Ihre zweiachsig-konvexe Form ermöglicht es, die Straße trotz der geringen Spiegelfläche gut zu überblicken. Ihre Wirkungsweise entspricht der einer konkaven Linse, bildet also das Licht von einem weiten Bild auf ein deutlich kleineres Sichtfeld ab.
Rück- und Seitenspiegel an modernen Fahrzeugen sind oft ab einem bestimmten Punkt einachsig-konvex gekrümmt, um den Blickwinkel zu vergrößern und so den toten Winkel zu verkleinern.

### Konkave Spiegel
Rasier- und Kosmetikspiegel sind konkave Hohlspiegel. Hier befindet sich der Betrachter innerhalb der Brennweite und sieht deshalb von sich selbst ein vergrößertes virtuelles Bild, ähnlich wie bei einer Lupe.

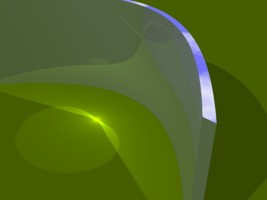
Lichtbündelung durch Parabolspiegel

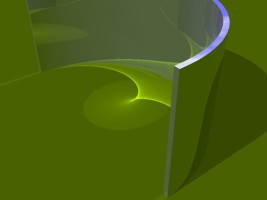
Lichtbündelung durch halb-zylindrischen Spiegel

Konkave Spiegel oder Hohlspiegel werden auch für Spiegelteleskope verwendet. Sie erzeugen von weit entfernten Objekten in ihrer Brennebene ein reelles Bild, ähnlich wie konvexe Linsen. Gegenüber Linsenteleskopen besteht aber der Vorteil, dass keinerlei chromatische Aberration auftritt. Zudem verformen sich zu große Linsen durch ihr Eigengewicht, so dass für Teleskope ab etwa 1 m Öffnung ausschließlich große oder unterteilte Spiegel verwendet werden – nur sie können ganzflächig gelagert, ausreichend dick und somit ausreichend steif sein. Die Formgenauigkeit eines Spiegels muss etwa viermal höher sein, als dies bei Linsenteleskopen der Fall ist (vgl. Brechungsgesetz, Reflexionsgesetz). Sehr große Spiegelteleskope besitzen außerdem rückseitige Stellelemente, um mögliche Verformungen und Abbildungsfehler zu kompensieren.
Die Abbildung von sphärischen Hohlspiegeln, das heißt von Spiegeln in der Form einer Kugelfläche, ist prinzipiell mit dem Abbildungsfehler der sphärischen Aberration behaftet, außer wenn ein Objekt auf sich selbst abgebildet wird. Sollen dagegen parallel eintreffende Strahlen von der gesamten Spiegeloberfläche in einem Punkt fokussiert werden, so muss prinzipiell ein Parabolspiegel verwendet werden. Um in Teleskopen trotzdem einen deutlich günstiger herzustellenden sphärischen Spiegel verwenden zu können, wählt man ein ausreichend langes Öffnungsverhältnis, so dass der Fehler durch sphärische Aberration kleiner als andere Fehler des Systems wird, oder man verwendet zusätzliche Korrekturlinsen. Bei Teleskopen im gehobenen Amateurbereich ist beispielsweise die Korrekturplatte nach Bernhard Schmidt (siehe Schmidt-Teleskop) häufig anzutreffen.
Zur Fokussierung einer Punktlichtquelle in einem zweiten Punkt muss die Spiegelfläche die Form eines Ellipsoids haben (Beispiel: Lichtquellen mit Höchstdruck-Quecksilberdampflampen für die Fotolithografie).
Parabolspiegel werden auch in solarthermischen Kraftwerken verwendet, um das Sonnenlicht auf den Dampferzeuger zu konzentrieren und so möglichst hohe Temperaturen zu erreichen. Auch Autoscheinwerfer enthalten Parabolspiegel. Bei Projektionsscheinwerfern (Auto, Bühne) erzeugt ein sphärischer Spiegel ein Abbild neben der Glühwendel. Das Licht der Wendel und des Abbildes werden mit einer davor befindlichen asphärischen Linse parallel gerichtet.

### Sonstige Formen und Anwendungen

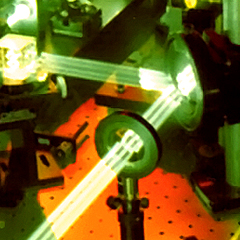
Mehrfach-Laserstrahl mit Spiegel und Linse

Die Zauberkunst verwendet bei optischen Tricks auf der Bühne Spiegel, um Gegenstände scheinbar verschwinden zu lassen (Bild unten). Unterhaltsame Beispiele dazu: siehe Unsichtbarkeit.
Zerrspiegel sind verformte Spiegel. Durch gewellte Spiegelflächen entstehen vielfache Verzeichnungen, die den Betrachter zum Beispiel dicker, dünner oder verbogen darstellen. Die teilweise bizarren Effekte wurden früher in Wunderkammern und auf Jahrmärkten zur Belustigung der Betrachter eingesetzt, heute noch findet man solche Spiegel in Lachkabinetten. Konvexspiegel (Wölbspiegel) und Hohlspiegel wirken verkleinernd bzw. vergrößernd. Teilweise werden in Kleidergeschäften Zerrspiegel verwendet, welche das Abbild schlanker erscheinen lassen: „Der Spiegel lügt.“
Die medizinische Diagnostik nutzt zur Spiegelung beispielsweise Endoskope (daher der Begriff Magenspiegelung) oder Augenspiegel sowie operative Eingriffe (etwa die Bauchspiegelung) zur Inspektion unzugänglicher Hohlräume.
Spiegel in Lasern und zu deren Strahlführung und -fokussierung haben besonders hohe Leistungsdichten zu ertragen. Daher müssen sie entweder besonders verlustarm reflektieren oder sie müssen die entstehende Wärme ableiten, d. h. gekühlt werden. Man verwendet Interferenz- und Metallspiegel. Erforderlich sind voll reflektierende Spiegel (Endspiegel, Fokussierspiegel) und teiltransparente Spiegel (10 bis 99,9 % Reflexionsgrad, etwa für Auskoppelspiegel und Strahlteiler).

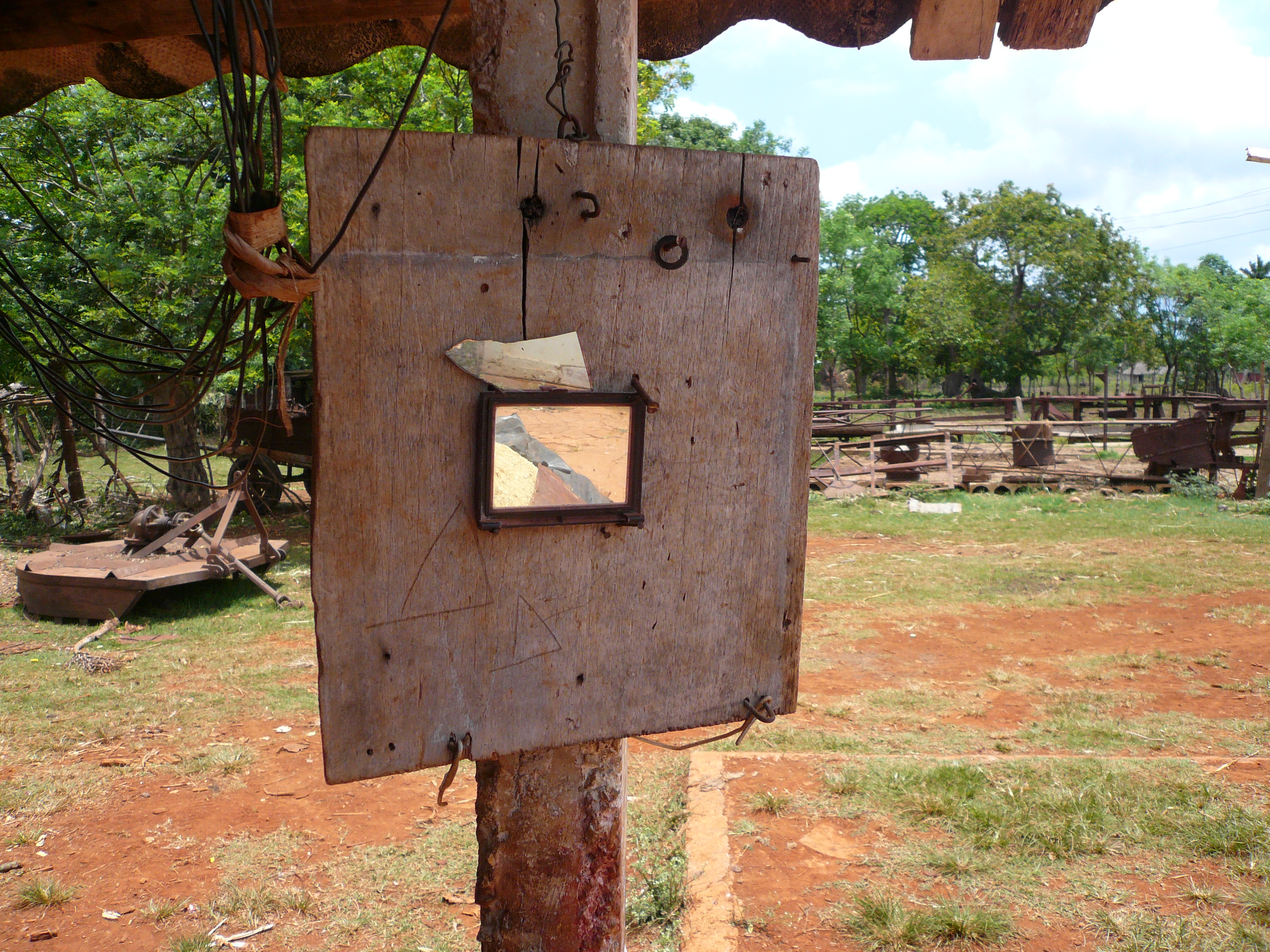
Rasierspiegel eines kubanischen Bauern
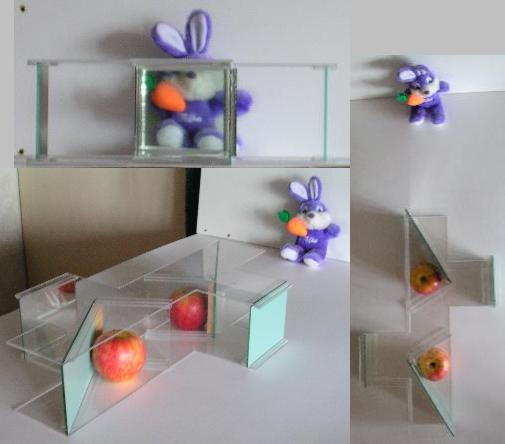
Unsichtbarkeits-„Gerät“
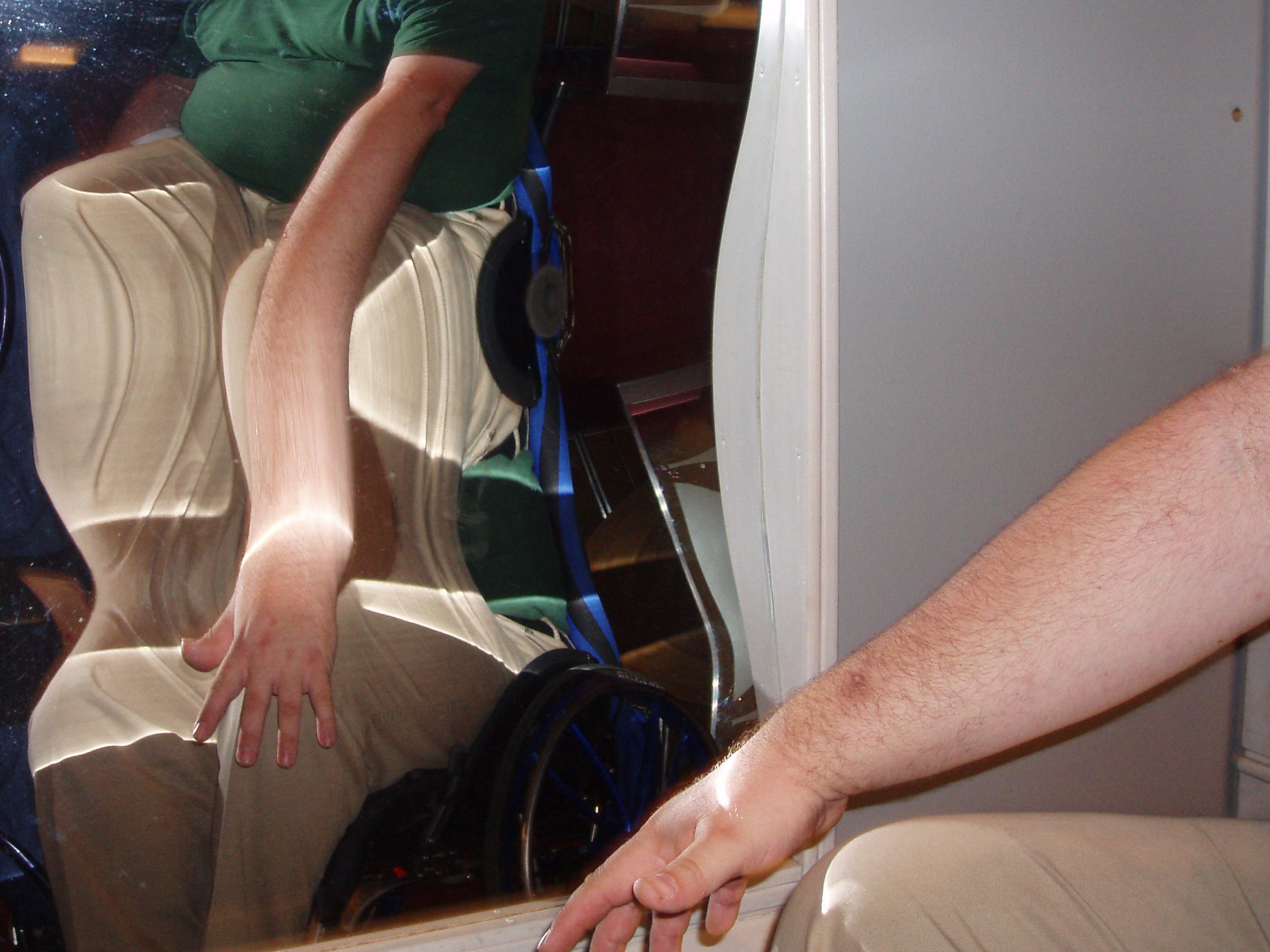
Wirkung eines Zerrspiegels
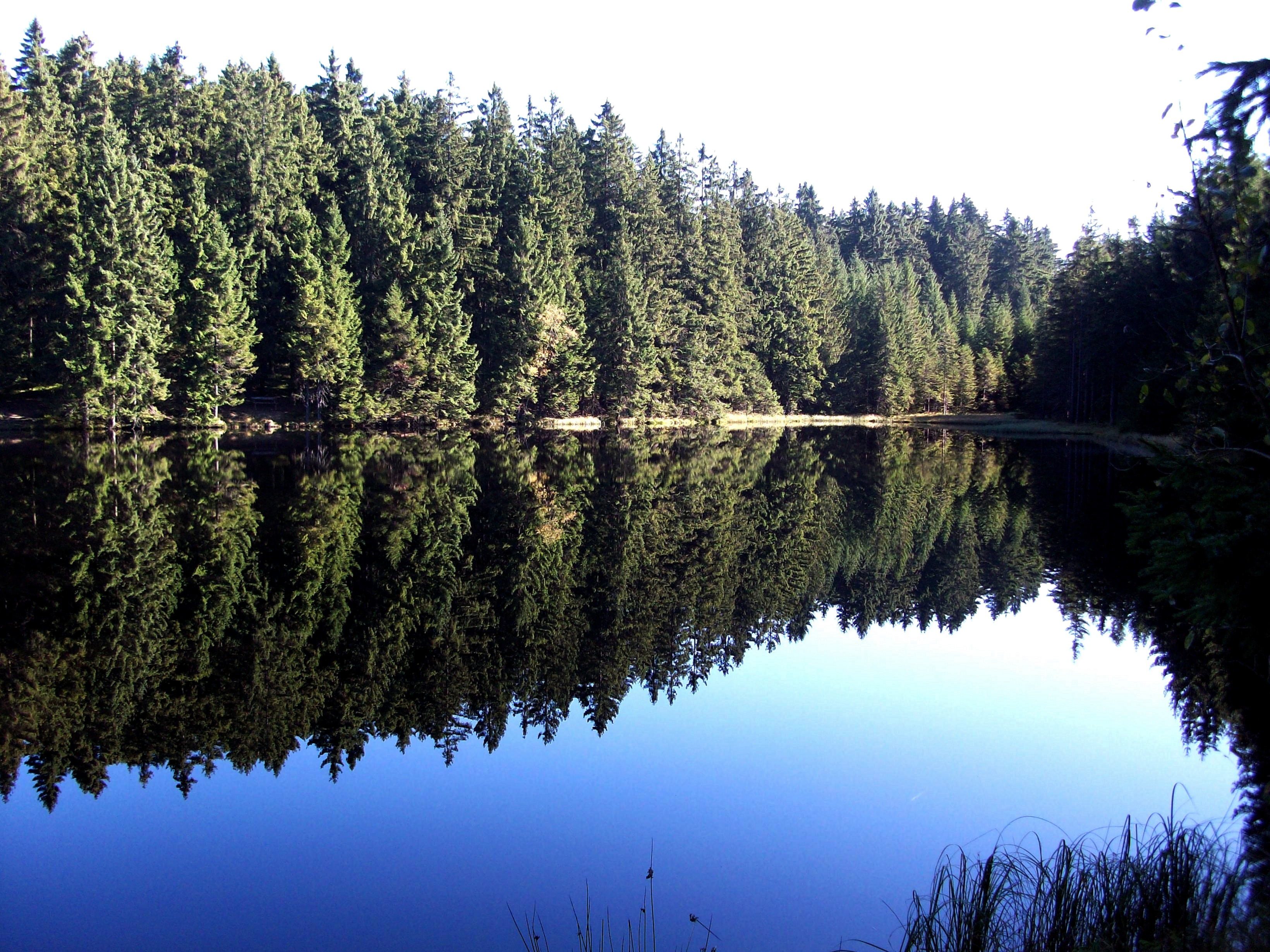
Spiegelung an Wasseroberflächen
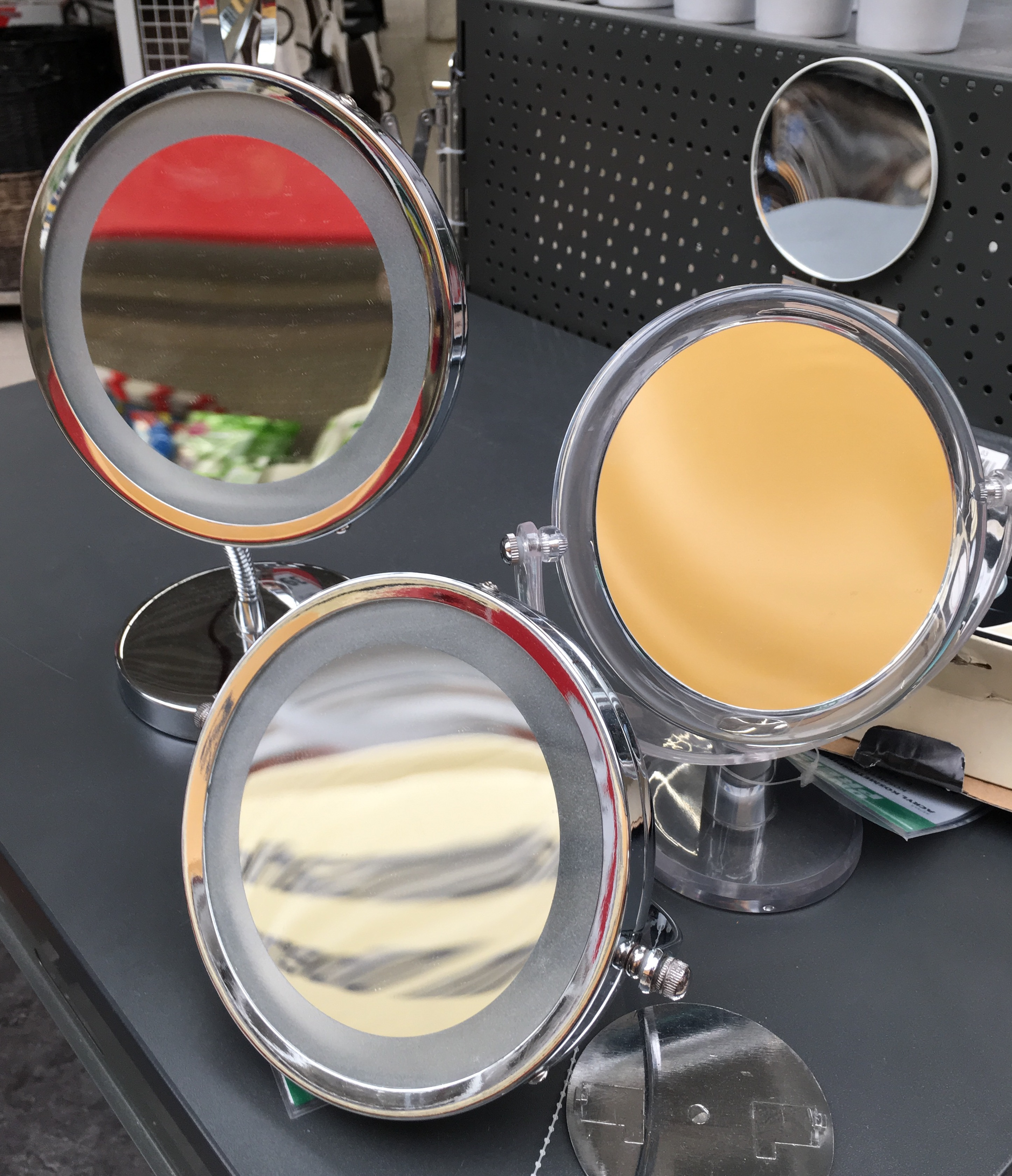
Schminkspiegel
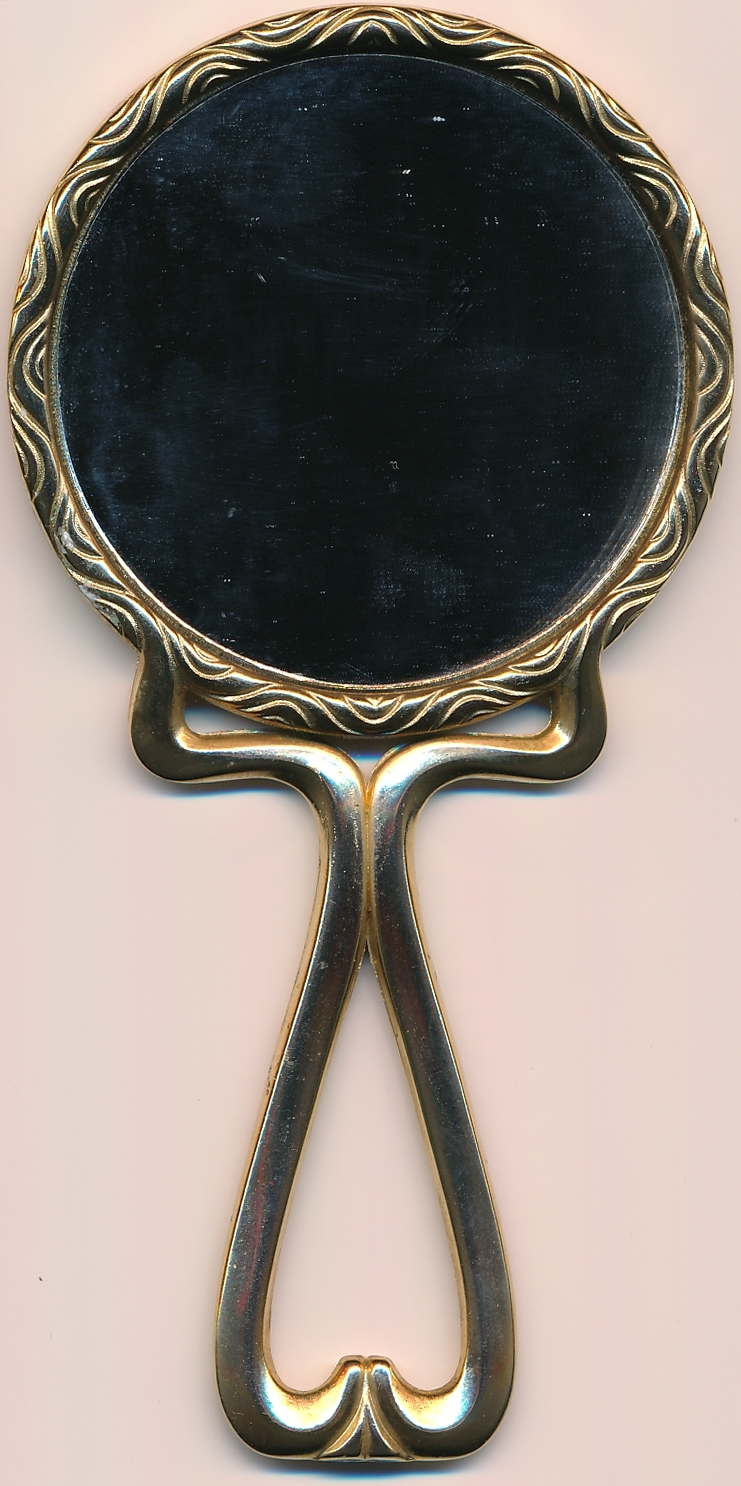
Verzierter Handspiegel

## Beschichtungen der Oberfläche

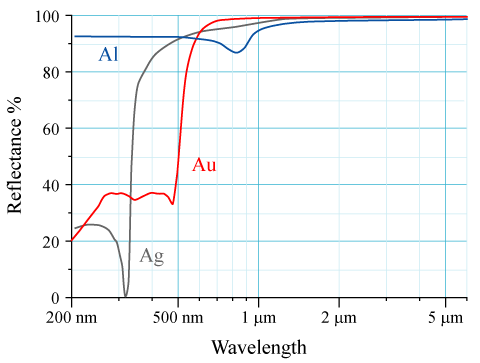
Reflexionsvermögen für dicke Schichten von Aluminium (Al), Silber (Ag) und Gold (Au) bei senkrechtem Lichteinfall. Bei Wellenlängen unterhalb der Plasmakante fällt der Reflexionsfaktor stark ab. (Sichtbares Licht reicht von etwa 380 bis 780 nm)

Durch die Art der Beschichtung kann man den gewünschten Wellenlängenbereich mit hohem Reflexionsfaktor vorgeben:
- Metallbeschichtungen reflektieren im sichtbaren Bereich gut (≈ 95 %), versagen aber bei Silber und Gold im UV-Bereich, wie im nebenstehenden Bild zu sehen ist.

- Dichroitische dielektrische Spiegel (Interferenzspiegel) bestehen aus mehreren transparenten Schichten mit abwechselnd jeweils unterschiedlichem Brechungsindex auf einem Glassubstrat. Sie reflektieren nur in einem begrenzten Wellenlängenbereich sowie in einem begrenzten Einfallswinkel. Man kann sie so aufbauen, dass sie entweder nur in einem sehr schmalen Wellenlängenbereich sehr gut reflektieren (≈ 99,9 %) oder beispielsweise den gesamten IR-Bereich durchlassen (Kaltlichtspiegel bei Halogenlampen).

Als Substrat kommen auch Metalle, Kunststoffe und sogar einkristalline Stoffe zum Einsatz. Kriterien für die Substratwahl sind dessen Bearbeitbarkeit, Wärmeausdehnungskoeffizient, Preis und – besonders bei hohen Leistungen – die Wärmeleitfähigkeit. Zur Materialbearbeitung mit Kohlendioxidlasern werden oft Ganzmetallspiegel aus Kupfer eingesetzt.
Haushalts- und Kraftfahrzeug-Spiegel (Außenspiegel, Scheinwerfer) bestehen aus einer Aluminiumschicht hinter Glas oder auf Kunststoffen. Früher verwendete man für Haushaltsspiegel Silberschichten, diese neigten jedoch zum Anlaufen und liefern ein leicht gelbstichiges Bild.
Silber- und Goldschichten, aber auch Kupfer sind jedoch für Infrarot gut geeignet. Die Reflexion im Mittleren und Fernen Infrarot korreliert mit der spezifischen elektrischen Leitfähigkeit des verwendeten Metalls.
Für Ultraviolett werden Aluminium oder dielektrische Schichten verwendet.
Röntgenstrahlung kann nur in einem sehr flachen Winkel zur Oberfläche (Einfallswinkel ≈ 90°) von Metallen reflektiert werden. Ursachen sind die sehr geringe Kohärenzlänge und der Abstand der Atome, der etwa genauso groß ist wie Wellenlänge. Durch den flachen Auftreffwinkel wird der scheinbare Atomabstand verringert.
Für gute Abbildungseigenschaften muss ein Spiegel (z. B. in Spiegelreflexkameras, Spiegelgalvanometern und Spiegelteleskopen) im Gegensatz zu Haushaltspiegeln die Spiegelschicht vorn tragen (Oberflächenspiegel). Die Spiegelschicht muss in diesem Fall meist durch eine dünne, möglichst harte transparente Deckschicht vor Oxidation und mechanischer Beschädigung geschützt werden.
Als Interferenzspiegel werden oft auch als Spiegel ausgebildete Reflexionsgitter bezeichnet, sie bestehen aus einer mit mikroskopischen Rillen versehenen Spiegelschicht. Sie werden in Spektrometern und Monochromatoren verwendet, um einzelne Wellenlängen zu separieren.

### Teildurchlässige Spiegel

#### Metallbeschichtung

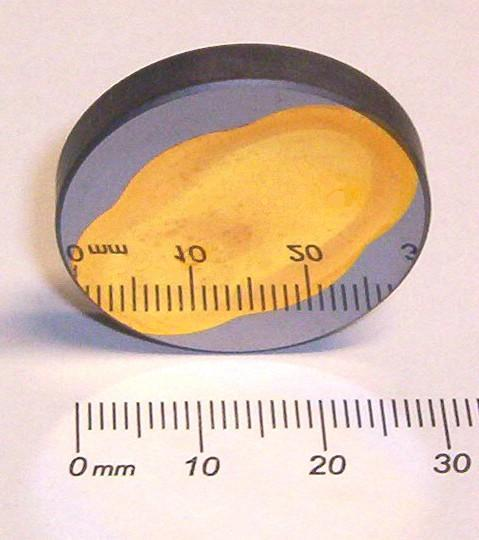
Laserspiegel (Goldbeschichtung auf einkristallinem Silizium) eines Kohlendioxidlasers

Teildurchlässige Metallschicht-Spiegel beruhen auf einer Eigenschaft, die bereits auch unbeschichtete Glasoberflächen besitzen: Sie sind in einem breiten Wellenlängenbereich teilreflektierend.
Solche teiltransparenten Spiegel haben auf einer Glasscheibe eine reflektierende Schicht (Silber, Gold oder andere Metalle), die wesentlich dünner (einige 10 nm) ist als bei einem normalen Spiegel, so dass nur noch ein Teil des auftreffenden Lichts reflektiert wird und ein weiterer Teil absorbiert wird oder ungehindert hindurchtritt.
Halbdurchlässige Spiegel sind auch als „Spionspiegel“ oder Teilerspiegel bekannt und dienen als Strahlteiler: Ein Teil des einfallenden Lichtes wird reflektiert, der Rest durchgelassen (eine Absorption werde hier vernachlässigt). Die jeweiligen Anteile lassen sich durch Wahl einer geeigneten Zusammensetzung der aufgetragenen Reflexionsschicht bestimmen.
Halbdurchlässige Spiegel werden unter anderem bei Sextanten verwendet. Einerseits blickt man durch den Spiegel direkt auf den Horizont und andererseits blickt man via Spiegel zum Gestirn.
Dünne Goldschichten reflektieren vorrangig im Infrarot, sind jedoch im sichtbaren Licht bläulich transparent.

#### Einwegspiegel
Siehe Hauptartikel Einwegspiegel.

#### Dichroitische Spiegel
Interferenzspiegel sind abseits ihrer Bemessungswellenlänge immer teiltransparent. Sie tragen auf einem Glassubstrat mehrere transparente Schichten mit abwechselnd jeweils unterschiedlichem Brechungsindex. Die Dicke der Schichten beträgt die halbe Wellenlänge der zu reflektierenden Strahlung.
Interferenzspiegel reflektieren nur in einem begrenzten Wellenlängenbereich sowie in einem begrenzten Einfallswinkel, erreichen hierbei jedoch wesentlich höhere Reflexionsgrade (> 99,9 %), als dies mit Metallspiegeln (bis etwa 96 %) möglich ist.
Interferenzspiegel können auch als verlustarme teiltransparente Spiegel (Strahlteiler) sowie zur Aufteilung in verschiedene Wellenlängen als Farbfilter (Interferenzfilter) verwendet werden.

## Spiegel in der Gesellschaft

### Wissenschaft
In der Verhaltensforschung gilt das Erkennen des eigenen Spiegelbildes, das mittels Spiegeltest experimentell untersucht werden kann, als ein Zeichen von Intelligenz und Abstraktionsvermögen. Kleinkinder müssen für diese Fähigkeit erst elementare Entwicklungsstufen durchlaufen, sie bestehen den Spiegeltest meist mit 2 Jahren. Die meisten Tiere sind gar nicht in der Lage, die Bildinformation eines Spiegels auf sich selbst zu beziehen, nur einigen gelingt dies, z. B. Primaten und Delfinen. Bei Vögeln und anderen Tieren ist daher das Phänomen der Spiegelfechter bekannt, die ihr eigenes Spiegelbild bekämpfen.

### Symbolik
Der Spiegel ist ein äußerst zweideutiges Symbol. Einerseits gilt er als Zeichen der Eitelkeit und der Wollust. Andererseits symbolisiert er auch Selbsterkenntnis, Klugheit und Wahrheit: Ursprung für die heute noch gebräuchliche Redensart „Jemandem einen Spiegel vorhalten“ oder „Spiegelbild der Seele“. In den Augen mancher Christen ist der Spiegel auch ein Attribut Marias, weil sich in ihr gewissermaßen das Ebenbild Gottes, nämlich Jesus, spiegelt.
In antiken Kulturen stand der Spiegel als Abbild der Seele einer Person, in dem – je nach mythologischer Vorstellung – die Seele auch eingefangen und festgehalten werden konnte. Im Alten Ägypten waren die Worte „Spiegel“ und „Leben“ identisch. Keltinnen wurden aus demselben Grund mit ihrem Spiegel begraben. In der griechischen Mythologie wird Dionysos’ Seele von den Titanen in einem Spiegel gefangen. Die Reflexion seines Selbstbildes hielt Narziss auf dem Wasser fest.
Auch im Buddhismus wird die Existenz des Menschen mit der Reflexion in einem Spiegel verglichen.
In der jüdischen Überlieferung dient der Spiegel zur Erläuterung der überragenden Rolle von Moses als Prophet. Maimonides vergleicht die göttliche Offenbarung mit der Erhellung einer Nacht durch den Blitz. Einigen Propheten wurde nur ein einziges Mal die Gnade eines solch blitzartigen Aufleuchtens gewährt, anderen wiederum des Öfteren, während Moses einer dauernden, ununterbrochenen Erleuchtung teilhaftig war. Die Rabbiner erklären, dass seine Seele die göttliche Botschaft wie von einem klaren Spiegel zurückwarf.

Im Neuen Testament wird der Spiegel von Paulus zum einen in Anknüpfung an die rabbinische Deutung als Bild für die dem Mose überlegene christliche Gotteserkenntnis benutzt (2 Kor 3,18 ). Zum anderen dient der Spiegel (der damals als blank geputzte Metallplatte nur dunkel und verschwommen spiegeln konnte) als Bild für die (im Vergleich zur Liebe) unvollkommene irdische Erkenntnis: 

„Jetzt schauen wir in einen Spiegel und sehen nur rätselhafte Umrisse, dann aber schauen wir von Angesicht zu Angesicht. Jetzt ist mein Erkennen Stückwerk, dann aber werde ich durch und durch erkennen, so wie ich auch durch und durch erkannt worden bin.“

In vielen Kulturen, so auch in der mitteleuropäischen Sagenwelt, gehören Spiegel und übersinnliche Erkenntnis (Wahrsagen) zusammen. Von der Antike bis in die frühe Neuzeit wurde mit Hilfe von Spiegelwahrsagung (Katoptromantie) betrieben. Laut dem Volkskundler Trachtenberg haben noch im Mittelalter jüdische Gelehrte geglaubt, dass Spiegel beim Hineinsehen die Kraft der Augen wiedergeben und sie auf diese Weise stärkten. Gelehrte hätten deshalb während des Schreibens einen Spiegel vor sich hingestellt. Spiegelnde Oberflächen herzustellen hatte auch noch etwas Magisches an sich.
In Klöstern waren Spiegel zum Teil verboten, um die Eitelkeit nicht zu fördern.

In der chinesischen Tradition sah man den Spiegel als Verbanner des Bösen, denn wenn das Böse in den Spiegel sieht und seine Missbildung sieht, überkommt es der Schreck. In der sozialen Umgebung bedeutete dies Loyalität und in der geistlichen Sichtweise sah man es als Attribut des weisen Mannes, der seinen Verstand dem Spiegel ähnlich äußert.
In Japan spielte der Spiegel eine herausragende Rolle; er war eine der kaiserlichen Kostbarkeiten neben dem Thron und dem Schwert. Die shintoistische Tradition assoziiert einen achtkantigen Spiegel mit der Symbolik des Elements Metall und des kosmischen Epos über die Sonnengöttin Amaterasu. Der Legende nach war es der Spiegel, der sie dazu gebracht hat, aus ihrem Versteck herauszukommen und der Welt das Licht zurückzubringen. Der Spiegel, der die Göttin reflektiert und sie erweckt, ist damit das Symbol der Welt, des Raums, in dem die Erscheinung entsteht. Der Spiegel wird mit der Zahl „8“ assoziiert und mit dem Symbol der göttlichen Vollendung. Der Spiegel ist ein Mondsymbol, denn er ist wie der Mond eine Reflexion der Erscheinung.
Der Spiegel wird mit dem Wasser verglichen und dient dem Wahrsagen und zu magischen Ritualen bei den Völkern von Kongo, Bambara und Asien. In einer Schale mit Wasser oder in einem Spiegel sieht der Wahrsager die Geister.
In Altrussland haben junge Frauen magische Rituale mit Spiegeln durchgeführt: An Heiligabend stellte man einen großen Spiegel gegenüber einem kleineren, dazwischen stand eine Kerze. Dann bat man den Spiegel, seinen zukünftigen Mann zu zeigen, und wenn dieser sichtbar wurde, musste man schnell „Gott stehe mir bei“ rufen, sonst würde der Doppelgänger des Gezeigten aus dem Spiegel treten und der Frau viel Übel bringen, die ihn gerufen hat.
Im Mittelalter wurde der Spiegel als die Reflexion des Gotteswortes und als Mittel seiner Deutung aufgefasst. Sich Gedanken machen bedeutete, einen Spiegel zu besitzen, der die göttlichen Gesetze widerspiegelt und diese dadurch erkennen zu können. Er ist ein Mittel, Himmelskörper und den Kosmos zu beobachten.
- In E. T. A. Hoffmanns Sammlung Phantasiestücke in Callots Manier, Unterkapitel: Die Abenteuer der Sylvesternacht, verkauft in der Erzählung Die Geschichte vom verlorenen Spiegelbild der Protagonist Erasmus Spikher seiner im Bund mit dem Teufel stehenden Geliebten Giulietta sein Spiegelbild und damit seine Seele. (In der Oper Hoffmanns Erzählungen von Jacques Offenbach tut dieses Hoffmann selbst.)
- In einer Erzählung mit dem Titel Spiegelgeschichte erzählt Ilse Aichinger das Leben einer Frau rückwärts, beginnend mit dem Tod bis hin zur Geburt.
- Ein autobiographisch-poetischer Film von Regisseur Andrei Tarkowski trägt den Titel Der Spiegel (1975), und diese nahmen in seiner Filmsprache immer eine gewichtige Rolle ein. (Tarkowski plante auch, über E. T. A. Hoffmann und unter anderem Die Geschichte vom verlorenen Spiegelbild zu filmen.)
- Der Film Orpheus (Orphée) von Jean Cocteau zeigt das Motiv des Dichters, der durch einen Spiegel ins Jenseits schreitet.
- Das Buch Alice im Wunderland von Lewis Carroll zeigt den Spiegel als Tür zum Wunderland.
- Herta Müller nennt ein Buch mit Essays zu ihrer Poetik Der Teufel sitzt im Spiegel. Das Sprichwort stammt von der Großmutter, schreibt sie, es soll vor Hoffart warnen.
- Die Verbindung Tod/Teufel mit einem Spiegel ist seit dem Spätmittelalter, verstärkt seit dem Barock ein Vanitas-Symbol. In Daniel Hoffers (* 1470; † 1536) Holzschnitt erscheinen Tod und Teufel der eitlen Schönen im Spiegel. Ein Holzschnitt Der Teufel im Spiegel des eitlen Mädchens stammt aus dem Ritter von Turn, Verlag Johann Bergmann von Olpe, Basel 1493;
- Grimms Märchen Schneewittchen; ferner bei Rainer Maria Rilke, Nikolaus Lenau und Annette von Droste-Hülshoff im Motiv des Doppelgängers.
- Giovanni Segantini zeichnet die Vanitá als Schöne, die sich eitel im spiegelnden Wasser betrachtet.[7]

### Aberglauben
Spiegel sind schon seit langem häufige Elemente des Aberglaubens und im Volksglauben. Beispiele hierfür:
- Wenn man einen Spiegel zerbricht, würde man sieben Jahre lang von Unglück heimgesucht, denn im Spiegel befände sich ein Doppelgänger. Sollte man diesen verletzen, würde er sich rächen. Man könne das Unglück auch abwenden, wenn man die Splitter schwarz färbt oder sie in fließendes Wasser eintaucht.
- Sollte man einem kleinen Kind den Spiegel zeigen, könne es ängstlich oder oft krank werden.
- Wenn man aus dem Haus geht und feststellt, dass man etwas vergessen hat, solle man in seine Widerspiegelung schauen, sonst würde man auf seinem Weg auf viele Hindernisse treffen.
- Im Hause eines Toten solle man alle Spiegel zuhängen, damit sich seine Seele dort nicht ansiedeln kann und die Lebenden erschreckt.
- Eine Frau dürfe nicht in den Spiegel schauen, wenn sie menstruiert, schwanger ist oder gerade geboren hat, denn in dieser Zeit sehe sie ihr offenes Grab.
- Man solle vor dem Spiegel nichts Böses sagen und auch sich selbst nicht kritisieren, denn er spiegle das Gesagte.
- Man solle sich jeden Morgen vor den Spiegel stellen und ihn darum bitten, alles Böse im Haus zurückzuwerfen und alle, die in dem Haus wohnen, zu beschützen.
- Man könne seine Energie mit Hilfe des Spiegels aufladen, wenn man einige Minuten in seine Augen schaut, und zwar morgens vor Sonnenaufgang oder abends nach Sonnenuntergang. Die Erklärung hierfür ist, dass die Sonne die Energie wie ein Magnet anziehe.
- Im Schlafzimmer solle der Spiegel den Schlafenden möglichst nicht widerspiegeln, sonst würde man unruhig schlafen. Man könne die Spiegel auch während der Nacht zuhängen. Wenn man unruhig schläft, solle man einen großen Spiegel unter das Bett mit der Spiegelseite nach unten legen; er würde alle Einflüsse auf den Schlafenden in die Erde zurückwerfen.
- Vampire (die selbst ein Aberglaube sind) haben kein Spiegelbild.

## Geschichte der Spiegelherstellung

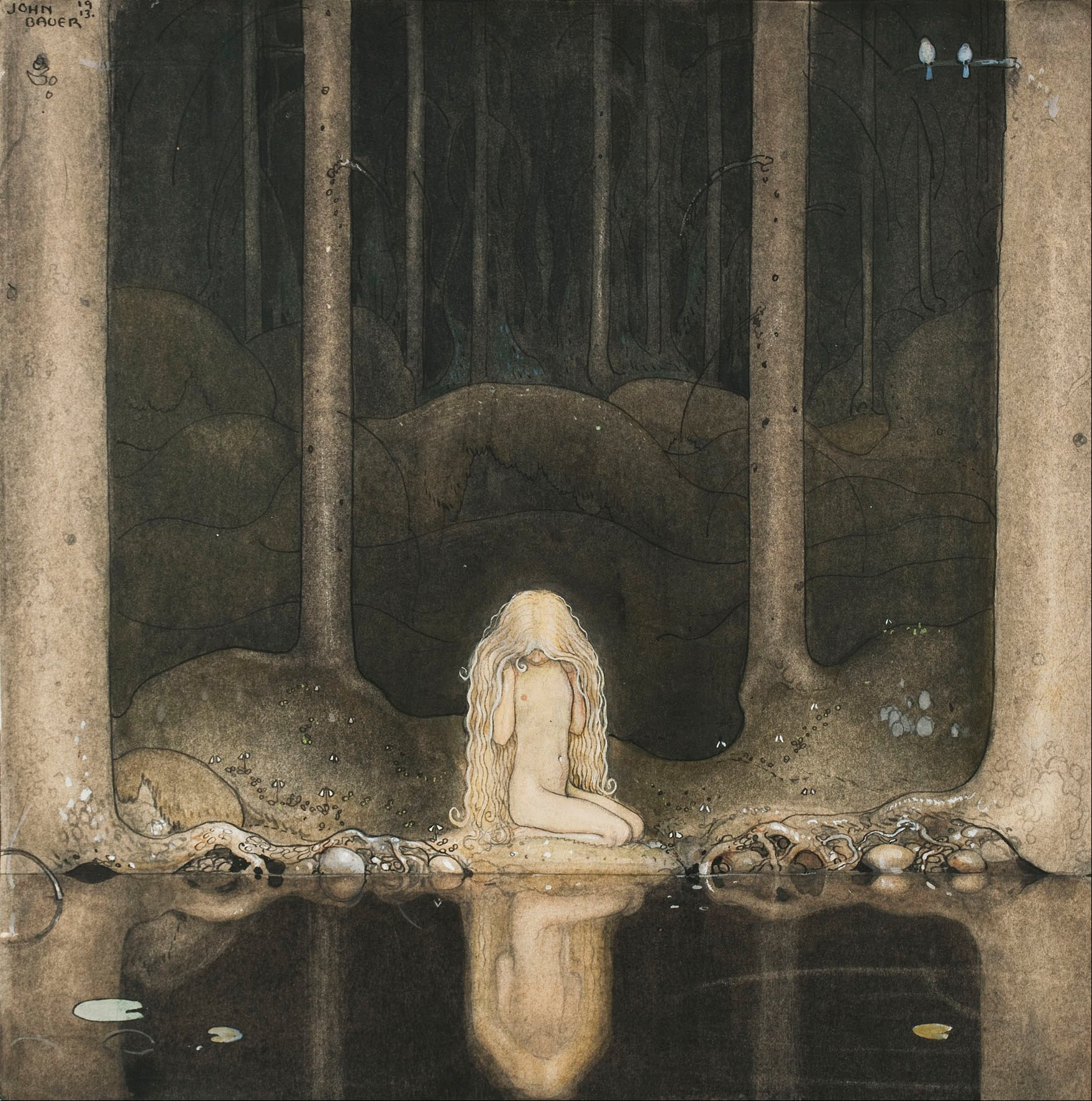
Wasseroberfläche als Spiegel in der Illustration „Ännu sitter Tuvstarr kvar och ser ner i vattnet“ von John Bauer

### Entwicklung bis zum Ende des Altertums
Ruhende Wasseroberflächen sind natürliche Spiegel. Die ersten künstlichen Spiegel dürften flache Schalen mit Wasser gewesen sein. Schmuck und Körperbemalung gehören seit der Steinzeit zum Menschen und damit auch das Bedürfnis, das Resultat des Schmückens und Bemalens an sich selbst zu sehen.
Die ersten von Menschen erschaffenen Spiegel entstanden möglicherweise schon in der Kupfersteinzeit oder in der Bronzezeit, indem man nun verfügbare Metalle zu diesem Zweck polierte. Bereits um 3000 v. Chr. gab es in Mesopotamien solche Bronzespiegel.
In Çatalhöyük fand James Mellaart Spiegel aus Obsidian. Diese bestanden aus einer konisch grob behauenen Rückseite und einer flachen Vorderseite. Diese wurde glatt poliert und ist ein wenig konvex. Nach den herstellungstechnischen Experimenten wurde die Spiegelfläche zunächst grob zugehauen und dann mit groben und feinen Schleifsteinen, mit Sand, Lehm und Wasser poliert. Der Arbeitsaufwand, aus einer Obsidiankugel einen Spiegel so herzustellen, wird auf acht Stunden geschätzt.

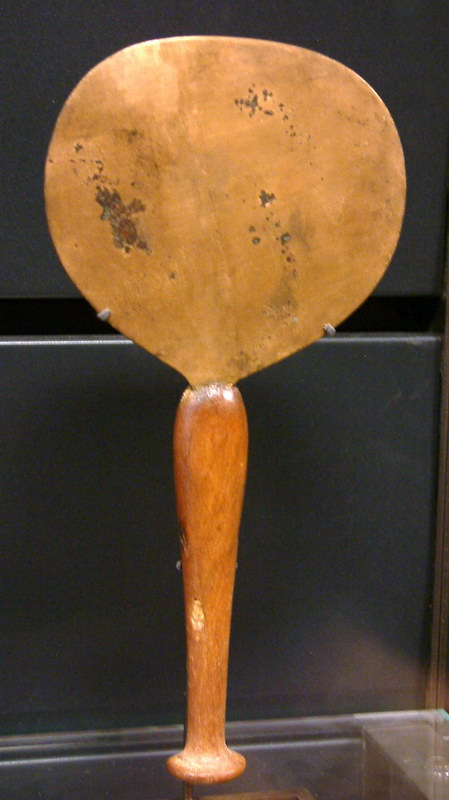
Ägyptischer Spiegel (ca. 1300 v. Chr.)
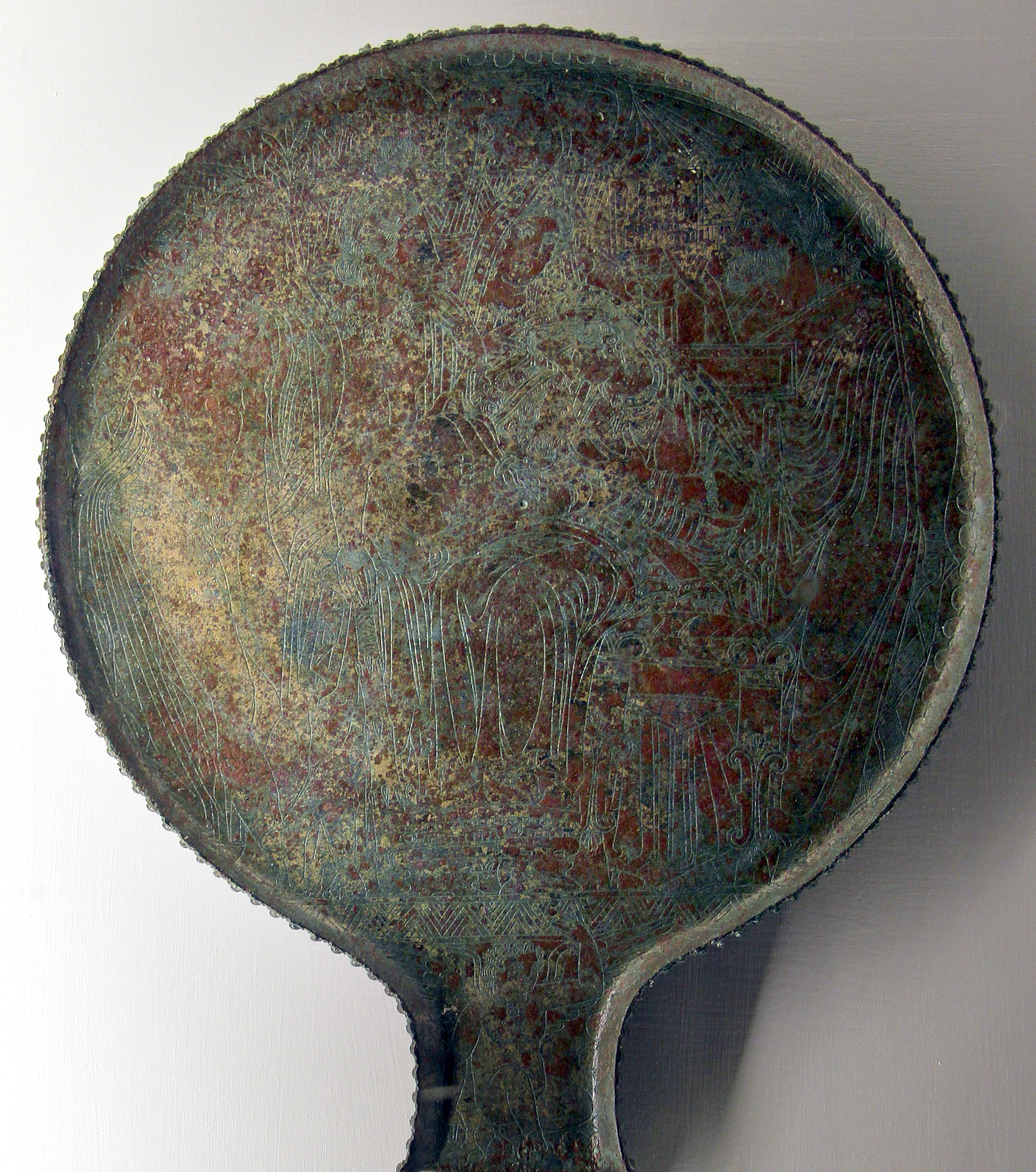
Etruskischer Bronzespiegel von Volterra (325–300 v. Chr.)
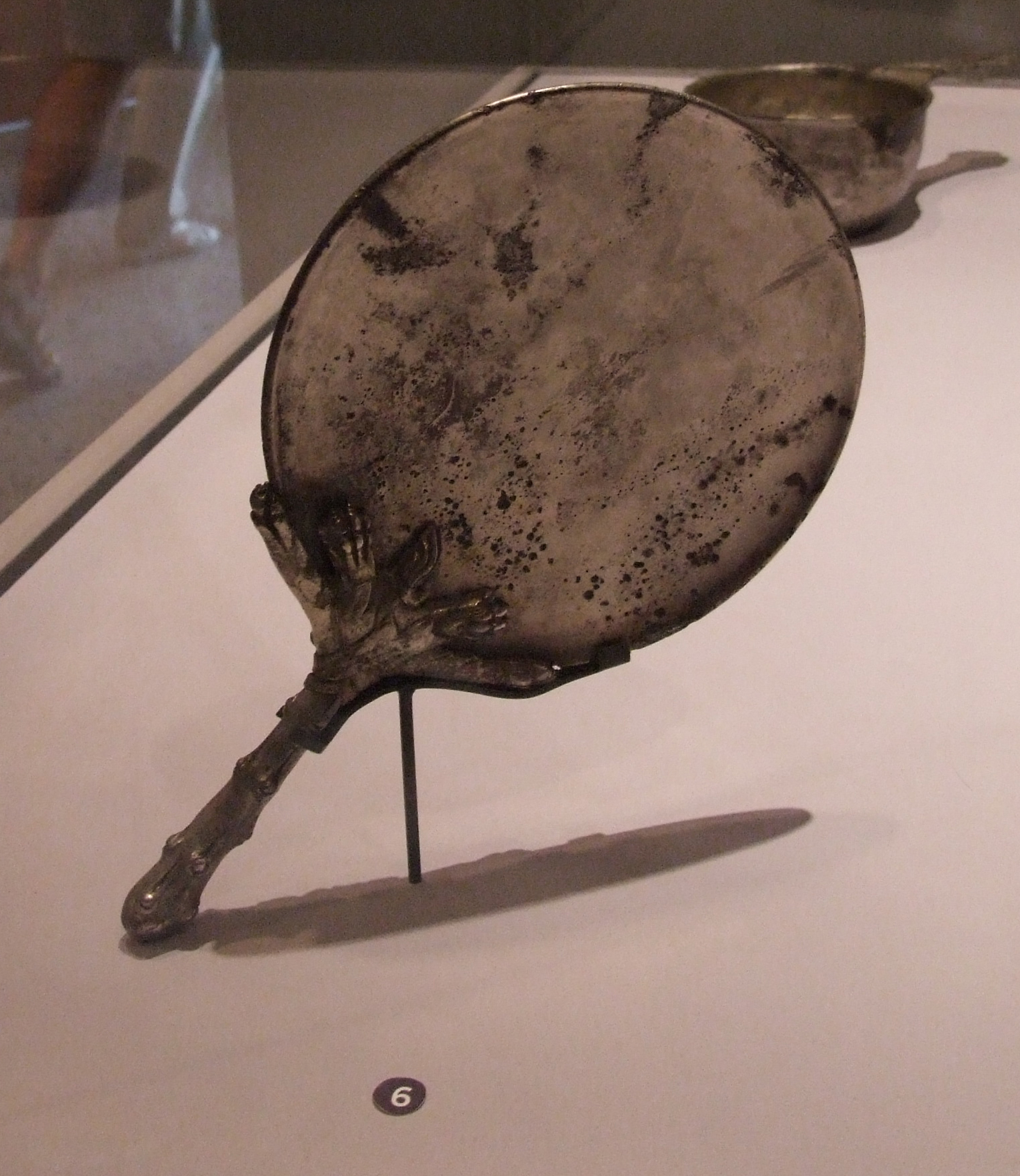
Massiver Silberspiegel aus Pompeji (79 n. Chr.)
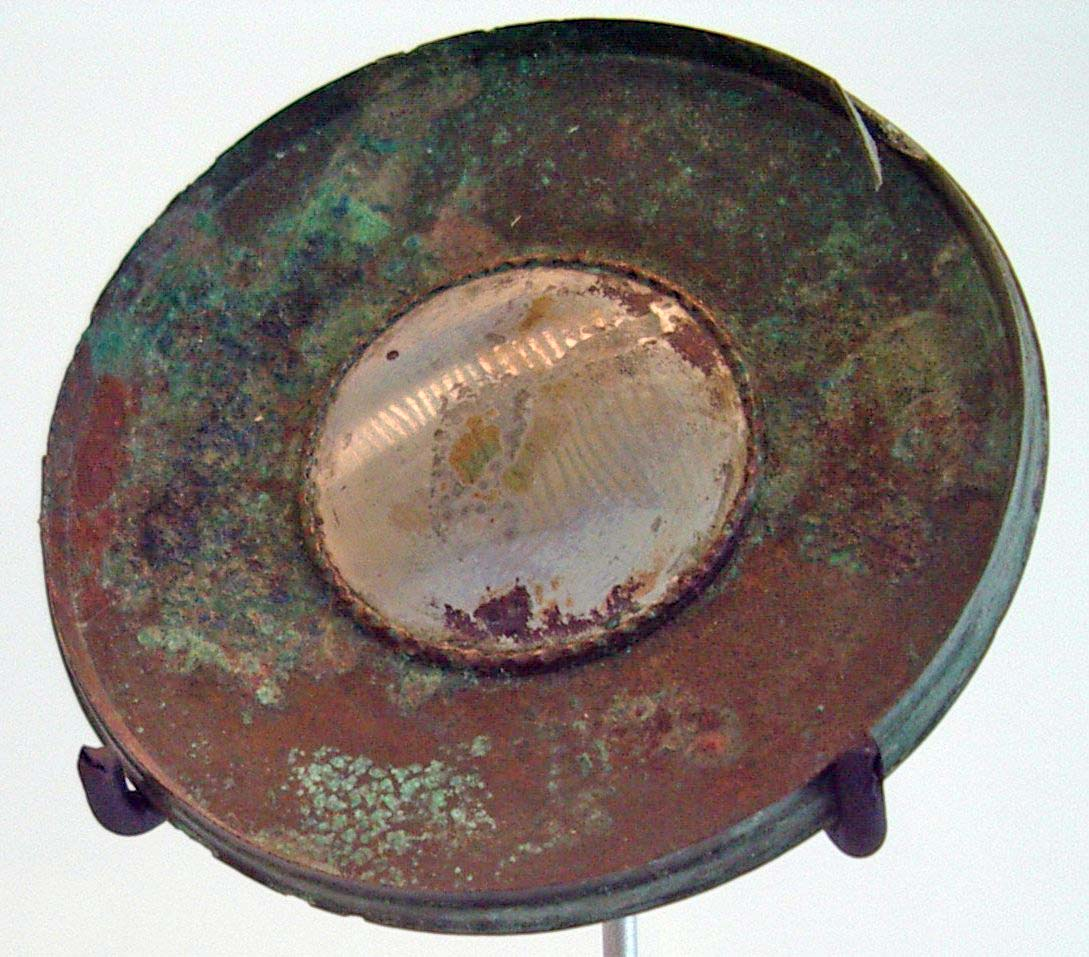
Römischer Glasspiegel (2. Jh. n. Chr.)

Aus dem alten Ägypten sind Spiegel aus polierten Bronze- und Kupferplatten bekannt. Sie treten seit dem Alten Reich in bildlichen Darstellungen auf und sind gut durch Funde belegt, da sie zur Standardausstattung von Frauenbestattungen gehörten. Diese Spiegel waren rund und hatten einen Griff, der meist aus einem anderen Material gefertigt war. Einige dieser Griffe sind reich verziert. Aus Ägypten stammen auch die ersten Behältnisse zur Aufbewahrung von Spiegeln. Alle erhaltenen Exemplare sind Handspiegel.
Die erste Erwähnung metallener Spiegel in der Bibel findet sich bei der Beschreibung der Ausstattung des Heiligtums der Israeliten nach dem Auszug aus Ägypten (Ex 38,8 ): „Er machte das Becken und sein Gestell  aus Kupfer, und zwar aus den Spiegeln der Frauen, die am Eingang des Offenbarungszeltes Dienst taten.“ Die meisten anderen Erwähnungen sind in übertragener Bedeutung und lassen kaum Rückschlüsse auf das Alltagsleben zu.
Etruskische und griechische Spiegel wurden auf der Rückseite oftmals reich mit figürlichen Szenen dekoriert. Spiegel aus dem alten Griechenland haben oft auch einen Griff, der als Standbein fungierte, so dass man die Spiegel frei aufstellen konnte. Diese Standbeine sind oft in Form von stehenden Figuren gearbeitet. Daneben finden sich im 4. Jahrhundert v. Chr. die ersten Klappspiegel, deren Deckel, die die Spiegelfläche schützten, gerne reich verziert sind.
Über dreitausend etruskische Bronzespiegel sind vor allem in Grabanlagen entdeckt worden. Sie wurden vom Ende des fünften bis zum zweiten Jahrhundert v. Chr. in Etrurien produziert. Überwiegend Frauen benutzten diese Spiegel, die ihnen meist zur Hochzeit überreicht und später mit in ihr Grab gelegt wurden. Frisch poliert leuchteten diese Spiegel der Überlieferung nach wie Gold. Auf die Rückseite waren häufig mythologische Szenen graviert. Die etruskischen Spiegel werden in dem internationalen Corpuswerk Corpus Speculorum Etruscorum (CSE) publiziert.
Römische Spiegel haben oft nicht mehr den langen Griff, wie er in den vorherigen Kulturen üblich war, doch kommen diese Griffe auch weiterhin vor. In Pompeji wurde beispielsweise ein Silberspiegel mit einem solchen Griff gefunden. Auch Klappspiegel waren verbreitet und erfreuten sich einer offenkundigen Beliebtheit. Sie konnten eine Spiegelfläche aus Metall oder Glas haben. Die römischen Klappspiegel sind meist kleiner als die griechischen.
Die ersten Spiegel mit einer Spiegelfläche aus Glas werden von Plinius beschrieben und sollen in Sidon erfunden worden sein. Sidon gilt als einer der wichtigsten Orte in der frühen Glasherstellung, womit diese Annahme durchaus gerechtfertigt sein kann. Die ältesten erhaltenen Exemplare stammen aus dem zweiten nachchristlichen Jahrhundert. Sie sind in der Regel rund. Das Glas ist meist innerhalb einer Metallfläche eingelassen.

### Mittelalter
Im 14. Jahrhundert entstanden erstmals Spiegel, indem man Glaskugeln blies und, noch während sie glühten, in sie hinein Metalllegierungen einbrachte. Nach dem Erkalten zerteilte man diese Kugeln in Abschnitte und erhielt so konvexe Spiegelflächen. Träger-Materialien, in das diese Spiegelflächen eingelassen waren, sind im höfischen Bereich ab dem 14. Jh. vor allem elfenbeinerne Spiegel oder Spiegeldosen, deren Herstellungszentren in Paris, Köln und den südlichen Niederlanden zu verorten sind. Weiterhin gab es kleine, günstiger zu produzierende Gusszinnkapseln, von denen allerdings kaum welche erhalten geblieben sind. Auch in Pilgerzeichen wurden kleine Spiegel eingelassen, diese wurden dann auch „Spiegelzeichen“ (auch Wallfahrtsspiegel) genannt. Weitere Spiegelfassungen bestanden aus Holz und sind heute so gut wie nicht mehr erhalten – allerdings geben Inventare und malerische Darstellungen Zeugnis von deren Existenz; das vielleicht berühmteste Beispiel ist der Spiegel in der sogenannten Arnolfini-Hochzeit von Jan van Eyck, der aus Holz besteht, in das mehrere emaillierte Medaillons eingelassen scheinen.

### Frühe Neuzeit: Belegen mit Zinnfolie unter Verwendung von Quecksilber
Zum Ende des Mittelalters wurde die Technik der Glasspiegel weiterentwickelt, man stellte Quecksilber-Spiegel her. Dabei wurde Quecksilber auf dünne, auf Papier gelagerte, polierte Zinnfolien aufgetragen und mit einem weiteren, glatten Papierblatt bedeckt. Darauf wurde eine Glasplatte gelegt und leicht angedrückt, während die obere Papierschicht wieder entfernt wurde. Nach 10 bis 20 Stunden Ruhe- und Presszeit und bis zu zwei Wochen Trocknungszeit war der Spiegel fertig.
Da sich Zinn und Quecksilber zu Zinnamalgam verbinden, wäre Zinnamalgam-Spiegel die korrekte Bezeichnung. Die Herstellung dieser Spiegel war ungleich aufwändiger als die Spiegelherstellung durch Einblasen der Legierung in Glaskugeln, wurde jedoch fast vier Jahrhunderte lang angewandt.
Von der Erfindung um 1450 bis 1665 war die Herstellung von klaren Kristallspiegeln ein Monopol der Glasmacher der venezianischen Insel Murano. Diese stellten dünne Glasplatten her, die mit einem Gemisch aus Quecksilber, Zinn und Gold beschichtet wurden. Dann wurden zwanzig Handwerker von Jean-Baptiste Colbert abgeworben und eine königliche Spiegelglasmanufaktur errichtet, zuerst in Paris, ab 1695 in Saint-Gobain. Hier wurden die ersten ebenen Spiegel hergestellt, indem in einer Wanne Zinn geschmolzen wurde und auf dieses flüssiges Glas gegossen wurde. Da das Glas leichter ist und einen höheren Schmelzpunkt hat, ist es auf dem Zinn absolut eben ausgehärtet. Diese ebene Glasplatte wurde mit Metallen hinterlegt und das ergab eine fast perfekte Spiegelung. 1734 kosteten zwei Quadratmeter Spiegelglas das Jahresgehalt eines Glasmachers.

### Moderne: Beschichtung mit Silber und Aluminium
Im 19. Jahrhundert schließlich entstand der Silberspiegel. 1835 publizierte Justus von Liebig die Zeilen: „[…] wenn man Aldehyd mit einer Silbernitratlösung mischt und erhitzt, scheidet sich Silber auf der Wand des Glases ab und es entsteht ein brillanter Spiegel.“ Aber erst als Amalgamspiegel 1886 wegen ihrer Giftigkeit verboten wurden, ging man allgemein zur Silberspiegelfabrikation über. Zur genaueren Beschreibung der chemischen Zusammenhänge siehe auch: Silberspiegelprobe.
Heute presst man unter Vakuum Aluminiumfolie auf glatte Glasscheiben oder bedampft oder besputtert sie mit Aluminium.
Es gibt einfache Glasspiegel und wertvollere Kristallspiegel. Diese müssen mindestens zehn Prozent Oxide enthalten; entweder Bleioxid (PbO) oder Bariumoxid (BaO), Kaliumoxid (K2O) oder Zinkoxid (ZnO) (Siehe auch Kristallglas).

## Verwandte Themen

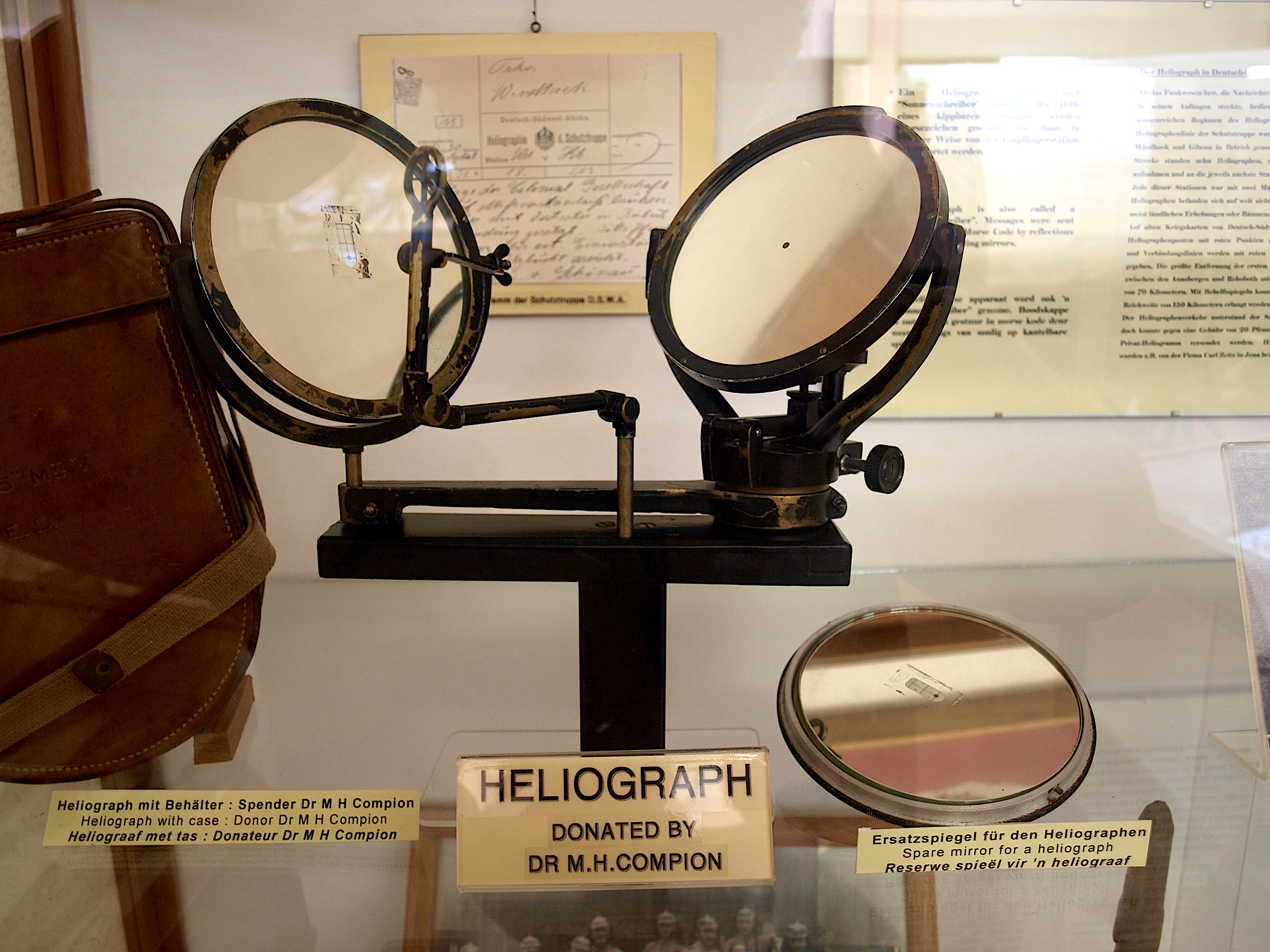
Spiegel eines Heliographen (Museum Swakopmund)

- Physikalische Betrachtungen finden sich unter Reflexion (Physik), Totalreflexion, Transparenz (Physik) und Linse (Optik).
- Optische Kinderspielzeuge sind das Kaleidoskop und sogenannte Spiegelspiele.
- Die rechtwinklige Anordnung mehrerer Spiegel reflektiert Lichtstrahlen zurück zur Quelle, siehe Retroreflexion.
- Als toten Winkel bezeichnet man einen Bereich, der beispielsweise durch Rückspiegel nicht eingesehen wird.
- Das Spiegelstadium ist die Entwicklungsphase, in der sich ein Kind erstmals selbst wahrnimmt.
- Ein Heliograph nutzt einen Spiegel zur Reflexion von Sonnenlicht zu einem entfernten Beobachter.
- Das Schüfftan-Verfahren projiziert eine Kulisse auf eine Bühne.
- Der im Barock entstandene Spiegelsaal sollte durch optische Effekte den Eindruck von Pracht, Größe und Opulenz vermehren.
- anamorphotisch verzerrte Bilder werden oft durch zylindrische Spiegel entzerrt.
- Das Spiegelparadoxon beschreibt die Frage, warum ein Spiegel scheinbar rechts und links, nicht aber oben und unten vertauscht.

## Dokumentation
- Geschichte schreiben – Der Spiegel – Ich sehe mich. Regie: Tamara Erde. ARTE F, Frankreich, 18 Minuten, 2020